# Makieta strony internetowej
Makieta strony internetowej – wynik przekładu projektu graficznego na język HTML oraz jego rozszerzenia. Innymi słowy makieta to podstawowa (statyczna) wersja strony internetowej, gdzie użytkownik jest w stanie zaobserwować interakcje, jakie są przewidziane na stronie. W projekcie tym zaznaczone jest rozmieszczenie na stronie zdjęć, nagłówków, tytułów, tabel, reklam, znaku firmowego itp.
Jest to szczegółowa definicja często używanego określenia szablon. Zagadnienie to związane jest nierozłącznie z programowaniem front-end. Specjalizacja programistów warstwy prezentacji wyewoluowała samoistnie wraz ze wzrostem wagi przykładanej do jakości kodu
- HTML
- CSS
- JavaScript